# Beaver Crossing (Alberta)
Pour les articles homonymes, voir Beaver Crossing et Beaver.
Beaver Crossing est un hameau (hamlet) de Bonnyville No 87, situé dans la province canadienne d'Alberta.